# Fluindione
La fluindione fait partie des dérivés de l'indane-dione. C'est un anticoagulant qui fonctionne comme antagoniste de la vitamine K (AVK).
Leur action anticoagulante présente trois caractéristiques essentielles : elle ne se manifeste qu'in vivo, elle n'apparaît qu'après un temps de latence d'environ 24h et atteint son maximum vers le deuxième jour et elle persiste plusieurs jours après l'arrêt du traitement.
Leur utilisation est principalement liée aux traitements de thromboses veineuses profondes et des embolies pulmonaires. Les AVK ont un rôle préventif, qui est secondaire pour la maladie thromboembolique récidivante ainsi que des embolies systémiques.

## Historique
Les premières observations de leur activité anticoagulante remontent aux années 1920 lors de l'apparition de plusieurs dizaines de cas d'accidents hémorragiques (épidémies hémorragiques) chez des bovins au nord des États-Unis et au Canada. En 1922, le Dr Frank Shofield, un vétérinaire canadien, démontre que ces hémorragies étaient dues à la consommation de mélilot moisi (Melilotus albus et Melilotus officinalis). Ce n'est qu'en 1940, qu'un biochimiste américain nommé Karl Paul Link isole et synthétise la molécule responsable de ces effets néfastes: la 3,3’-diméthylène,4-hydroxycoumarine. Il la nomme dicoumarol et met en évidence son activité anticoagulante.

## Mécanisme d'action dans l'organisme

### Pharmacodynamique

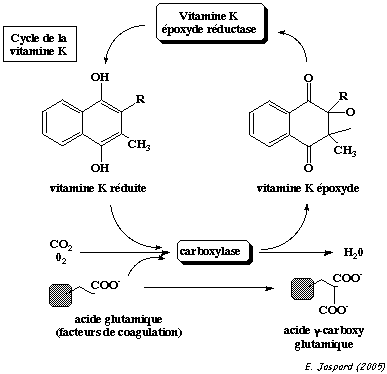
cycle de la vitamine K

La fluindione est un antagoniste de la vitamine K. Son action se situe au niveau des cellules du foie. Elle agit en réduisant la production de la vitamine K (voir ci dessous). La vitamine K réductase est un cofacteur issu d'une carboxylase qui transforme l'acide glutamique en acide gamma carboxyglutamique. Cette réaction est freinée par la fluindione qui enraye la vitamine K réductase après son oxydation. Cette oxydation a lieu durant la carboxylation des particules glutamiques qui sont initiatrices des facteurs de coagulation. Les facteurs de coagulation ont ces récepteurs gamma carboxyglutamiques qui sont indispensables pour permettre une liaison sur ces surfaces phospholipidiques afin de réaliser la coagulation.
On a un ralentissement de la production des protéines vitamines K-dépendantes actives dont le taux dans le plasma s'effondre. La vitesse de cet effondrement dépend de la force d'inhibition de leur synthèse et notamment de leur demi-vie. La fixation des protéines C et S sur les récepteurs glutamiques grâce à l'action de la fluindione permet de s'en rendre compte. Finalement, le fléchissement de cette synthèse se traduit par un effet anticoagulant.

### Pharmacocinétique
La fluindione est absorbée par le tube digestif. Dans le plasma, elle est fortement liée à l'albumine (à 97 %). C'est la partie libre qui est activée et métabolisée. Son élimination urinaire se fait sous forme de produit pur et d'un métabolite dégradé.

### Délai d'action
Comme toutes les AVK, elles possède un délai d'action. Le délai d'action est le délai nécessaire à la décroissance des facteurs actifs de coagulation dont la synthèse dépend de la vitamine K. Pour le Previscan ce délai est de un à deux jours.
| Durée d’action | DCI        | Nom commercial | Demi-vie (h) | Délai d’action (h) | Dose par comprimé (mg) | Posologie moyenne (mg/j) |
| Moyenne        | Fluindione | Previscan      | 31           | 24–48              | 20                     | 20–40                    |

On distingue les AVK à demi-vie courte et longue: la fluindione, qui fait partie des AVK à demi-vie longue, a une demi-vie plasmatique de 30 heures et un délai d'équilibre de 120 à 150 heures.
Voie d'administration et forme galénique
La voie d'administration est la voie orale. Il est utilisé dans le traitement ou la prévention d'un accident thromoboembolique (c'est-à-dire un accident dû à un caillot de sang qui obstrue une veine).
La forme galénique du previscan est une forme solide. C'est un comprimé quadrisécable de couleur rose depuis 2015 légèrement bombé à cassure cruciforme sur ses deux faces. Ces excipients sont l'amidon de blé, lactose, talc, acide alginique, acide stéarique, amidon de pomme de terre séché et fer oxydé rouge. Tous les excipients ne sont pas sans effet négatif. Il existe des excipients à effet notoire. Les personnes allergiques à ces substances (notamment au gluten) subissent ces effets.

## Prescription, INR
Les AVK sont d’un maniement difficile. Elles ont une marge thérapeutique étroite et présentent une importante variabilité d’efficacité intra et interindividuelle qui augmente avec l’avancée en âge. Les interactions médicamenteuses représentent les causes les plus fréquentes de surdosage en AVK. Elles existent à de nombreux niveaux : absorption digestive, fixation protéique, catabolisme, synthèse des facteurs de la coagulation, dégradation de la vitamine K intestinale. 
L’INR (International Normalized Ratio) est un examen de laboratoire réalisé à partir d’un prélèvement de sang. Il permet d’évaluer l’activité du traitement anti-vitamine K. Il mesure le temps de coagulation d’un patient et le compare à celui d’un sujet qui ne reçoit pas de traitement anti-vitamine K. En dehors de tout traitement par AVK, l'INR d'un sujet normal est de 1.
Zone thérapeutique des patients sous AVKentre 2 et 3.
- INR < 2 : anticoagulation insuffisante = risque de formation de caillots.
- INR > 3 : excès d'anticoagulation = risque de saignement.

## Relais héparine/AVK
Les AVK n'agissent qu'après un certain délai: il est donc nécessaire de prévoir un chevauchement de deux traitements anticoagulants.
Dans la plupart des cas, les AVK doivent être débutées précocement après le début de l'héparinothérapie.

## Iatrogénie et vigilance

### Iatrogénie
L'iatrogénie médicamenteuse correspond à tous les effets indésirables se manifestant après l'administration d'un ou plusieurs médicaments.
Les AVK comme la fluindione sont des médicaments emblématiques de l'iatrogénèse car l’histoire de la découverte des AVK montre qu’ils étaient un poison à l’origine de troupeaux de bovins décimés par des complications hémorragiques, puis un raticide, avant d’être des médicaments. Les effets indésirables médicamenteux des AVK sont à l'origine d'un fort taux d'hospitalisation en France. En effet, elles représentaient 12,3 % des hospitalisations soit 17 701 par an en 2007 et entre 5 000 et 6 000 accidents hémorragiques mortels par an.
C'est pourquoi des mesures ont été prises pour limiter cette iatrogénie. Par exemple, L’INR (International Normalized Ratio) qui permet de déterminer la dose efficace pour le patient. Il doit être réalisé au minimum une fois par mois. Le patient étant sous traitement de fluindione doit faire l'objet d'une véritable coordination de soins. Enfin la prescription et la délivrance du médicament doivent être accompagnées d'une éducation thérapeutique. Il faut insister sur la nécessité de : 
- prendre le traitement sans oubli, tous les jours à la même heure,
- connaître les situations exposant à un déséquilibre du traitement et les signes évocateurs de surdosage. Il ne faut pas oublier de remettre un carnet d'information et de suivi au patient.

### Pharmacovigilance
Elle permet d'évaluer et de surveiller les effets indésirables dus à l'action d'un médicament et d'enregistrer ces effets grâce à l'ANSM (Agence Nationale de Sécurité du Médicament). Le Préviscan a été enregistré dans cette agence car il y a eu plusieurs signalements de confusion entre lui et d'autres médicaments en comprimé dus à la similitude de la forme galénique (voir ci-dessous).
Le laboratoire Merck-Serono en accord avec l'ANSM a mis en place un nouveau conditionnement du Préviscan en plaquettes prédécoupées permettant l'identification de chaque comprimé.
Il est tout de même recommandé de lire attentivement l'étiquetage du médicament avant sa prise pour éviter tout automatisme lié à la forme du comprimé.

## Précautions particulières et interactions médicamenteuses

### Précautions[7]
- AVK et grossesse

Les AVK font courir au fœtus un risque tératogène et un risque hémorragique et sont donc formellement contrindiquées. L'allaitement doit être évité lors d'un traitement par AVK
- Résistance aux AVK

Il faut vérifier plusieurs points. Le patient doit bien prendre son traitement. L'absence d'interactions médicamenteuses. Une erreur de dosage par le laboratoire. Se renseigner sur les habitudes alimentaires du malade car les aliments riches en vitamine K1 peuvent limiter l'effet des AVK (comme le chou, la choucroute, les abats, les avocats...)
- Insuffisance rénale, hépatique, hypoprotidémie

### Interactions
Tout médicament est susceptible d'interagir avec l'AVK.
- Augmenter l'effet = risque hémorragique (acide acétylsalicylique, phénylbutazone, anticancéreux....).
- Diminuer l'effet = risque de formation d'un thrombus, inefficacité.

Les effets indésirables de la fluindione sont très nombreux. Les principaux sont d'ordre vasculaire avec des hémorragies plus ou moins graves, notamment chez les personnes âgées (hémorragies cérébrales, de l'abdomen, du nez, des gencives...). De plus, la fluindione peut entraîner des réactions allergiques importantes telles que des œdèmes de Quincke, de l'urticaire, de l'eczéma ou des démangeaisons. Par ailleurs, on observe parfois des insuffisances rénales, une hépatite et des difficultés à respirer. Des atteintes digestives ont été également observées (diarrhées...). Les troubles cutanés tels qu'une alopécie (perte des cheveux, calvitie) ou une nécrose de la peau localisée existent mais sont exceptionnellement constatés. Plus rares encore, des arthralgies (douleurs des articulations) peuvent être déclenchées par la fluindione.

## Développement, fabrication et marché de la fluindione
Pour pouvoir commercialiser un médicament que l'on a fabriqué en industrie, il faut être titulaire d'une AMM (Autorisation de Mise sur le Marché). Pour le laboratoire qui fabrique, il doit présenter un rapport auprès des autorités concernées. L'AMM est délivrée par les agences du médicament comme l'ANSM en France. 
En France, c’est la fluindione qui remporte la majorité du marché des AVK. Elle représente 80 % des prescriptions d’AVK alors que la warfarine est prescrite chez moins de 5 % des patients français sous AVK. La warfarine est cependant l’AVK le plus prescrit à travers le monde, en particulier dans les pays anglo-saxons.